# Rudi Völler
Rudolf "Rudi" Völler, född 13 april 1960 i Hanau i Västtyskland, är en tysk fotbollsspelare (anfallare) och tränare.

## Spelarkarriär
Rudi Völler var tidigt inriktad på att spela som anfallare och öste in mål i ungdomslaget i moderklubben. Han gjorde 40-50 mål per säsong. Han inledde proffskarriären i Kickers Offenbach och spelade sedan i 1860 München där han gjorde sin Bundesliga-debut. 1860 åkte ur serien och Völler blev följande säsong skyttekung i 2. Bundesliga. 1860 missade avancemang till högstaserien med en poäng. 1860 München tvångsdegraderades istället på grund av finansiella problem. Rudi Völler bytte då till Werder Bremen där det stora genombrottet kom i början av 1980-talet. 
Han togs ut i bruttotruppen på 40 man för VM i Spanien 1982 som enda spelare från andraligan. Men han ströks ur den slutliga truppen. Han debuterade i landslaget senare samma år mot Nordirland. Völler gjorde direkt succé i Bremen då han under sin första säsong blev skyttekung och Bremen slutade på andraplats i ligan på samma poäng som mästarlaget Hamburger SV. 
Döpt till "Den grå vargen" i Italien blev han känd i Tyskland som "Tante Käthe", båda namnen relaterar förmodligen till hans långa lockiga och gråa hår. Völler deltog i VM i fotboll 1986 i Mexiko då han gjorde tre mål, bl.a. ett i finalen mot Argentina (2-3) och blev världsmästare med Västtyskland 1990. Mest ihågkommen från sistnämnda turnering är åttondelen mellan Nederländerna och Västtyskland där spottloskor mellan Völler och Frank Rijkaard ledde till röda kort för båda spelarna.

## Tränarkarriär

### Förbundskapten
Efter avslutad aktiv karriär övergick Völler inledningsvis till att besätta posten som sportchef i Bayer Leverkusen, men när landslaget efter ett svagt EM 2000 (laget gick inte vidare från gruppen) letade efter en ny förbundskapten och den tilltänkte förbundskaptenen Christoph Daum åkte fast för kokainmissbruk tog Völler över. Völler ledde Tyskland till VM-silver i VM i fotboll 2002 vilket dock även berodde på att Tyskland hade en rad matcher mot förhållandevis lätta motståndare (Paraguay i åttondelen, USA i kvartsfinalen samt Sydkorea i semifinalen) fram till finalen där tyskarna förlorade mot Brasilien med 2-0.
Efter succén i VM 2002 spelade landslaget ett knackigt EM-kval vilket innebar flera mediokra matcher, däribland ett 0-0 mot Island i september 2003. Efter matchen följde intervjun med programledaren Waldemar Hartmann som sedermera blev en klassiker i tyska sportsammanhang och som numera är känt som "Rudi Völlers Wutrede" ("Rudi Völlers ilskna tal"). I huvudsak blev Rudi Völler upprörd över experterna Gerhard Delling och f.d. landslagsspelaren Günter Netzer som betecknade matchen mot Island som "ytterligare ett lågvattenmärke" och Netzer undrade varför spelarna inte bara kunde erkänna att de hade spelat dåligt. I direktsändning ilsknade Völler till och sa att han inte "orkar höra den där skiten längre" och menade att folk överlag ställde för höga krav på landslagsspelet. När intervjuaren Hartmann beklagade sig över Völlers ton i samtalet kontrade Völler att det var lätt för Hartmann att säga så: "Du sitter här bekvämt på din stol, har druckit tre veteöl och är lugn och fin." Med ett 2-1 mot Skottland fyra dagar senare kunde landslaget ändå säkra spel i Europamästerskapet i fotboll 2004.
Under EM 2004 lyckades Völler och landslaget inte att uppfylla förväntningarna och ett 1-2 mot Tjeckien betydde att Tyskland inte nådde kvartsfinalen. Efter det tidiga uttåget avgick Rudi Völler som förbundskapten.

### Efter 2004
Under hösten 2004 gjorde han ett kort inhopp som tränare för sin gamla italienska klubb AS Roma. Völler avgick dock efter bara några matcher efter utebliven framgång.
År 2005 blev Völler på nytt sportchef i Bayer Leverkusen, en post han fortfarande besitter.

## Övrigt
Gruppen Klaus und Klaus gjorde låten "Ein Rudi Völler" inför VM i fotboll 1986.

## Meriter
- A-landskamper 90 (47 mål) (1982-1994)
- VM i fotboll: 1986, 1990, 1994
  - VM-matcher/mål: 15/8 (1986: 6/3 1990: 6/3 1994: 3/2)
  - VM-medaljer: 1 guld (1990), 1 silver (1986)
- EM i fotboll: 1984, 1988, 1992
  - EM-matcher/mål: 8/4 (1984: 3/2 1988: 4/2 1992: 1/0 )
  - EM-medaljer: 1 silver (1992)
- Champions League-mästare: 1993
- Italiensk cupmästare: 1991